# Радфорд (Вирџинија)
Радфорд (енгл. Radford) град је у америчкој савезној држави Вирџинија. По попису становништва из 2010. у њему је живело 16.408 становника.

## Демографија
Према попису становништва из 2010. у граду је живело 16.408 становника, што је 549 (3,5%) становника више него 2000. године.
| Група             | 2000.          | 2010.          |
| Белци             | 13.900 (87,6%) | 14.075 (85,8%) |
| Афроамериканци    | 1.284 (8,1%)   | 1.279 (7,8%)   |
| Азијати           | 226 (1,4%)     | 256 (1,6%)     |
| Хиспаноамериканци | 184 (1,2%)     | 385 (2,3%)     |
| Укупно            | 15.859         | 16.408         |